# Helmut Polensky
Helmut Polensky (Berlín, Alemanya; 10 d'octubre de 1915 - Saint-Tropez, França, 6 de novembre de 2011) va ser un pilot d'automobilisme i motociclisme alemany, així com constructor d'automobilisme. Va ser guanyador del primer Campionat d'Europa de Ral·lis l'any 1953.

## Trajectòria

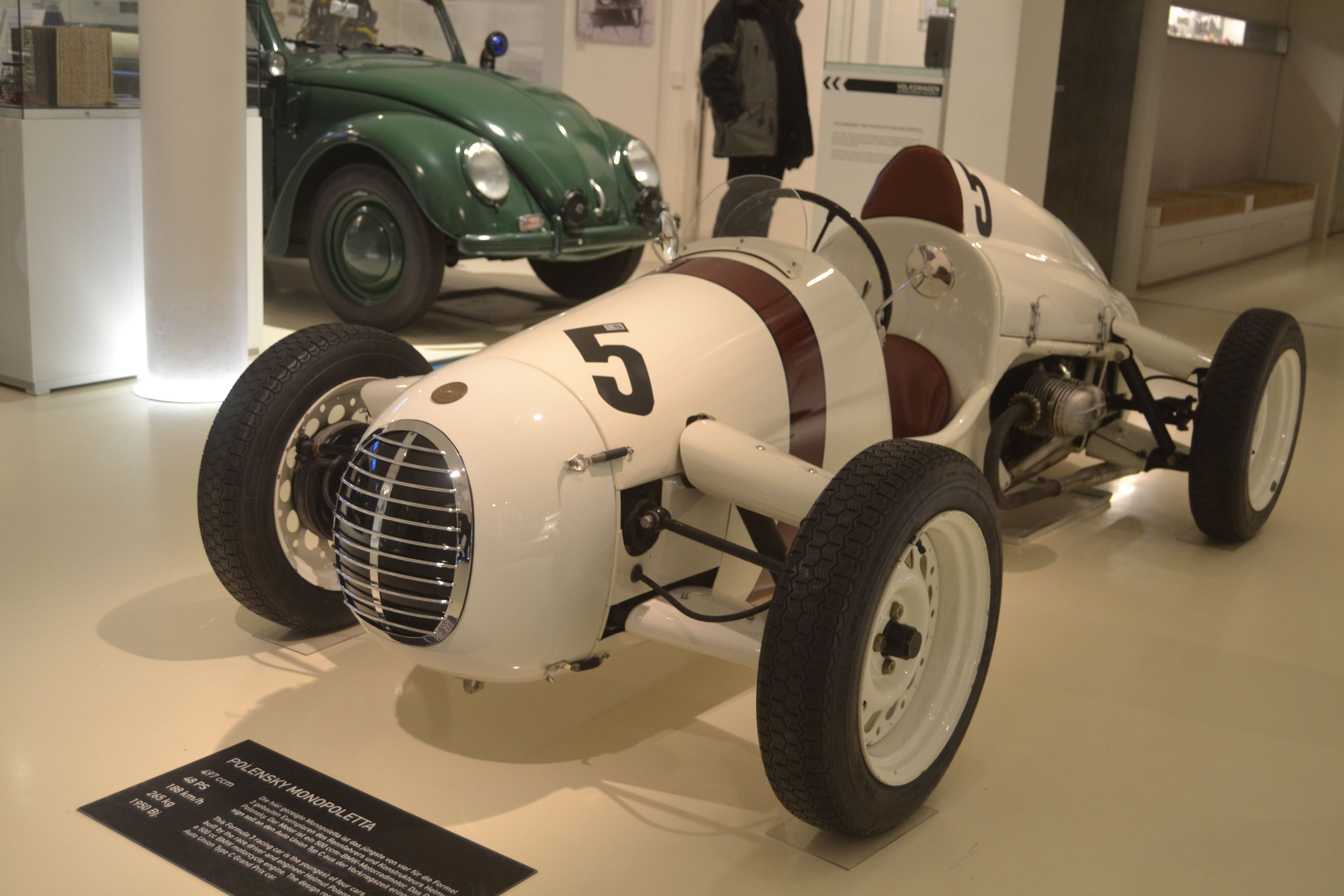
Monopoletta de Polensky.

Polensky s'inicia a la competició de motociclisme a principis de la dècada dels anys 30, disputant també proves d'automobilisme a finals de dècada. En paral·lel inicia la seva formació en enginyeria a Auto Union i s'uní a Nationalsozialistisches Kraftfahrkorps. Posteriorment, passaria la Segona Guerra Mundial com a logístic militar a Berlín, fugint del cautiveri soviètic a Hamburg.
Passada la Guerra, retornà a Berlín, obrí un concessionari de Vespa i un taller de preparació de cotxes de Fórmula 3, començant a disputar ell mateix curses d'aquesta modalitat a Alemanya Occidental.
Posterirment, l'any 1952 disputà la Mille Migle i diverses edicions del Tour de França d'automòbils. En paral·lel, es va mudar amb la família a Karlsruhe, on va obrir un concessionari de Volkswagen. Conduint un Porsche, guanya la Coupe des Alpes de 1953 i el primer Campionat d'Europa de Ral·lis.
També va ser vuitè a les 12 Hores de Reims en 1954 i va disputar en tres ocasions les 24 hores de Le Mans, aconseguint l'any 1955 guanyar la seva categoria i finalitzar quart de la general amb un Porsche 550/4 RS Spyder 1500 compartit amb Richard von Frankenberg.
L'any 1956 es retira de la competició i es converteix en un exitòs distribuïdor d'automòbils.